# Джерело № 2 (урочище «Луги»)
Джерело № 2 — гідрологічна пам'ятка природи місцевого значення. Об'єкт розташований на території Рахівського району Закарпатської області, ДП «Рахівське ЛДГ», урочище «Луги», Говерлянське лісництво, квартал 18, виділ 42.
Площа — 0,5 га, статус отриманий у 1984 році.